# حلزونية الشكل
حلزونية الشكل (الاسم العلمي: Glomeridesmida)، رتبة دويبات مفصلية من خمسية النطاق التي تحتوي على فصيلتان و31 نوعًا على الأقل.